# Kathakali

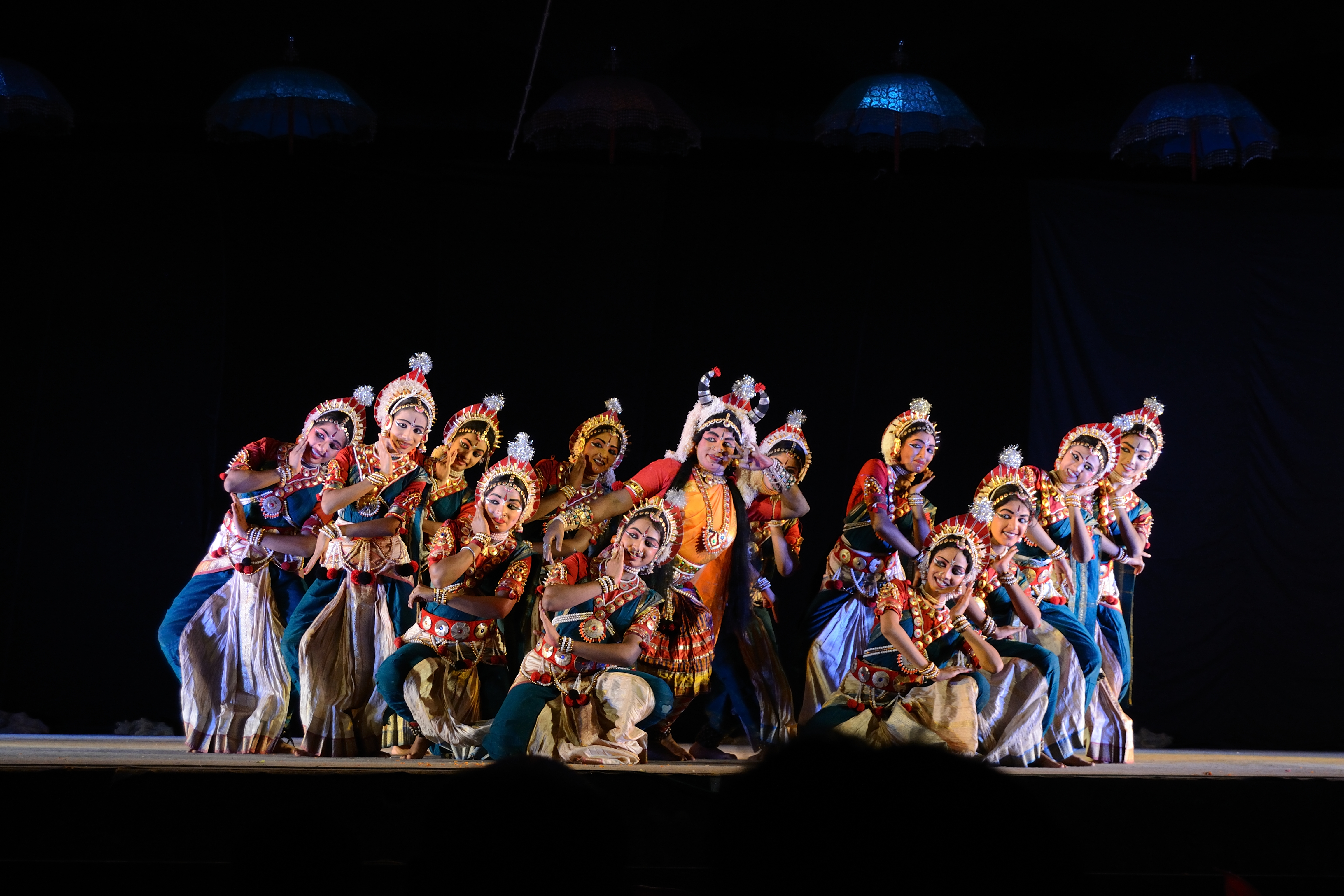
Kathakali em Kerala.

O Kathakaliem é um tipo de dança do sul da Índia, mais precisamente de Kerala. Ela explora os movimentos leves e um pouco mais lentos, uma das partes do corpo mais usadas, são o olhar e também os pés. Conhecida por ser uma dança bonita e difícil.